# Žena v množném čísle (Nezval)
Žena v množném čísle – tomik wierszy czeskiego poety Vítězslava Nezvala zaliczający się do surrealistycznej fazy rozwoju jego liryki. Został on opublikowany w 1936.